# Dżalalabad (Kirgistan)
Dżalalabad (kirg.: Жалал-Абад, Dżałałabad; także: Жалалабат, Dżałałabat; ros.: Джалал-Абад, Dżałał-Abad) – miasto obwodowe w południowo-zachodnim Kirgistanie, na zboczach Doliny Kugarckiej, we wschodniej części Kotliny Fergańskiej, niedaleko granicy z Uzbekistanem, siedziba administracyjna obwodu dżalalabadzkiego. W 2009 roku liczyło ok. 89 tys. mieszkańców. Ośrodek przemysłu lekkiego (oczyszczanie bawełny, przemysł obuwniczy, odzieżowy), spożywczego i drzewnego. W mieście działają: Państwowy Uniwersytet Dżalalabadzki, Instytut Techniczny, Instytut Ekonomiczny oraz liczne szkoły średnie, w tym medyczna. Istnieją tu także teatr i muzeum. Miasto powstało przy źródłach leczniczych i łączy się z leżącym nieco wyżej znanym uzdrowiskiem o tej samej nazwie.
Miejscowość otrzymała prawa miejskie w 1877 roku.